# Apanteles concinnus
Apanteles concinnus är en stekelart som beskrevs av Statz 1938. Apanteles concinnus ingår i släktet Apanteles och familjen bracksteklar. Inga underarter finns listade i Catalogue of Life.